# NGC 1803
NGC 1803 是绘架座的一個棒旋星系。离地球约1.92亿光年，由約翰·弗里德里希·威廉·赫歇爾在1834年发现，直径约为87000光年。

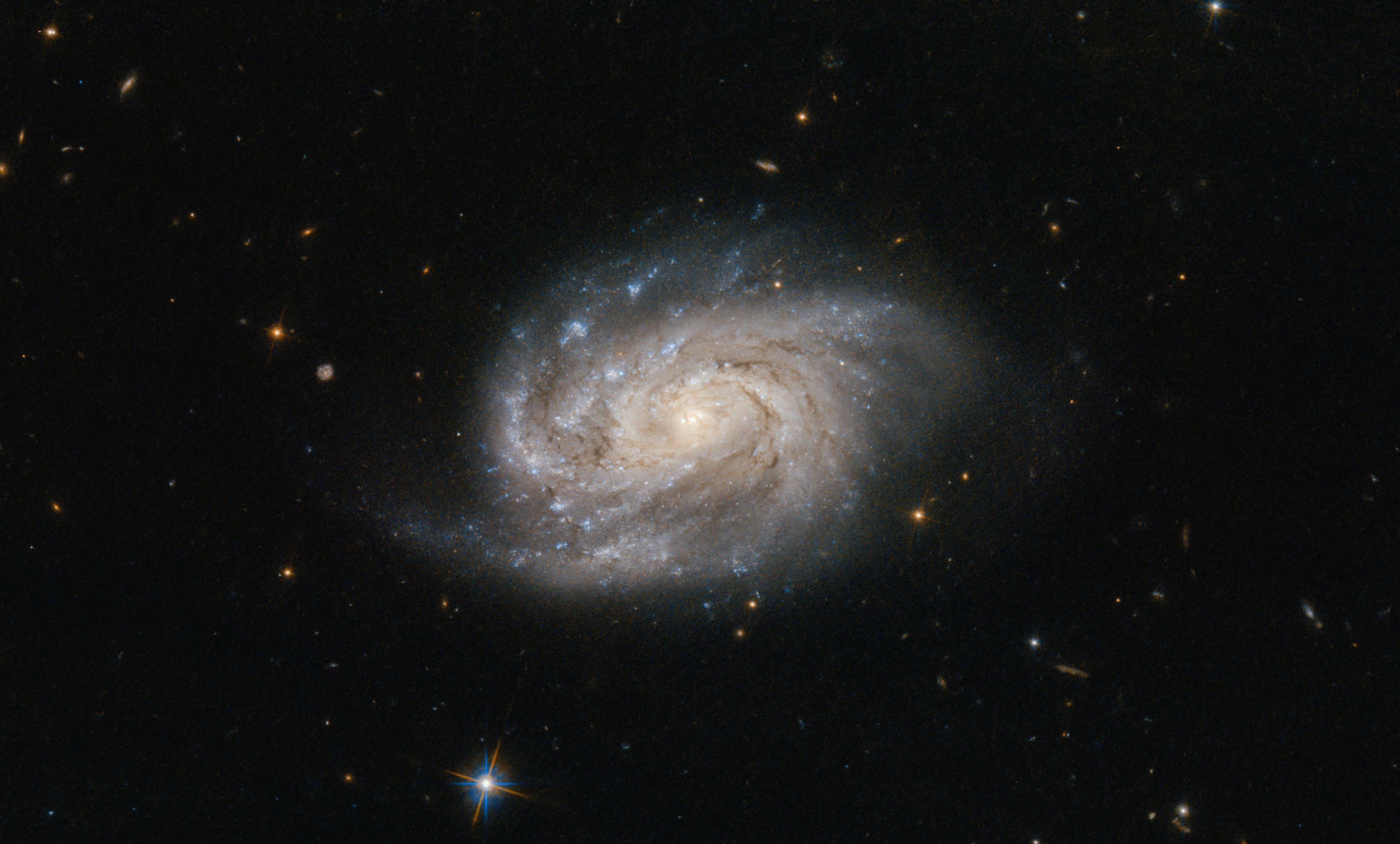
哈勃空间望远镜拍摄的NGC 1803